# 恋愛天使アンジェリーナ
『恋愛天使アンジェリーナ』（れんあいてんしアンジェリーナ）は、大都社から発行されていた漫画雑誌。

## 概要
2002年に創刊されたが、性的表現にも重きを置いた少女漫画雑誌はすでに飽和状態にあり、他誌と区別すべく、ファンタジーやオカルト系に重点を置いた雑誌として誕生した。
しかし、その路線はほとんど受け入れられず、わずか7号で路線をラブコメ中心に転換、タイトルを『プチアラモード』（後に『恋愛楽園プチアラモード』）と改名、版元も親会社の少年画報社に移して再出発をはかった。
だが、ラブコメ中心では、やはり他誌と完全に競合してしまい、結果影の薄い存在になってしまった。ゆえに、本来は隔月刊誌だったものを、2004年7月から9月にかけて3か月連続発売（臨時月刊化）を行い、活路を見いだそうとしたが、結局2004年11月発売号をもって事実上廃刊となった。